# Kristian Bergström
Kristian Bergström (* 8. Januar 1974 in Åtvidaberg) ist ein schwedischer Fußballspieler. Der Mittelfeldspieler kam 2001 zu zwei Einsätzen in der schwedischen Nationalmannschaft.

## Werdegang
Bergström begann seine Laufbahn bei Åtvidabergs FF. Für den Klub debütierte er in der drittklassigen Division 2 Östra Götaland in der Männermannschaft. 1995 gelang ihm mit dem Klub der Aufstieg in die Division 1. Dort etablierte er sich als Stammspieler und fiel in der Spielzeit 1997 als regelmäßiger Torschütze auf und belegte mit acht Saisontoren hinter Mattias Flodström den zweiten Platz in der vereinsinternen Torschützenliste.
Daraufhin wurde Bergström zur Spielzeit 1998 von IFK Norrköping unter Vertrag genommen. In der Allsvenskan gehörte er zu den Stammspielern des Klubs und spielte sich in den Kreis der Nationalmannschaft. Am 31. Januar 2001 debütierte er im Nationaljersey, als er beim 0:0-Unentschieden gegen die Auswahl der Färöer in der 87. Spielminute für Tobias Grahn eingewechselt wurde. Bereits am folgenden Tag bestritt er sein zweites und bisher letztes Länderspiel. Bei der 0:1-Niederlage gegen Finnland durch ein Tor von Timo Marjamaa durfte er 65 Minuten mitwirken und wurde dann durch Zlatan Ibrahimović ersetzt.
Nachdem Bergström auch in der Spielzeit 2002 nur ein Saisonspiel verpasst hatte, meldete Malmö FF Interesse an einer Verpflichtung an. Da sein Vertrag nach Saisonende auslief, wechselte er ablösefrei zum Ligarivalen. Hier konnte er sich jedoch nicht durchsetzen und kehrte nach einer Spielzeit zu seinem in der Superettan spielenden Heimatverein ÅFF zurück. 2005 erreichte Bergström mit seinem Klub das Pokalfinale gegen Djurgårdens IF. Vor 11.613 Schlachtenbummlern unterlag der Zweitligist im Råsundastadion dem Meister durch Tore von Toni Kuivasto und Tobias Hysén mit 0:2. Dennoch qualifizierte sich die Mannschaft damit für den UEFA-Pokal, wo man in der folgenden Spielzeit deutlich an den von Krassimir Balakow trainierten Grasshopper Club Zürich scheiterte.
Im Frühjahr 2007 interessierte sich IFK Norrköping für eine erneute Verpflichtung Bergströms. Nachdem der Transfer nicht zustande kam, überlegte der Mittelfeldspieler kurzzeitig, seine Karriere zu beenden. Nachdem er sich umentschieden hatte, gehörte er weiterhin zu den Stammspielern des Klubs und verpasste nahezu keine Partie. Im Januar 2008 überlegte er, den Verein in Richtung Allsvenskan zu verlassen, verlängerte aber letztlich doch seinen Vertrag mit Åtvidabergs FF. In der Spielzeit 2009 gehörte er an der Seite von Henrik Gustavsson, Christoffer Karlsson, Jesper Arvidsson und Daniel Hallingström zu den Stützen der Mannschaft, die als Tabellenzweiter hinter Mjällby AIF den Aufstieg in die Allsvenskan schaffte. Die Erstliga-Spielzeit 2010 beendete der Klub aufgrund der schlechteren Tordifferenz gegenüber Gefle IF auf einem Abstiegsplatz, in der anschließenden Zweitligaspielzeit war Bergström mit acht Toren und zehn Torvorlagen maßgeblich am direkten Wiederaufstieg als Zweitligameister beteiligt.